# Prix Kalinga
Pour les articles homonymes, voir Kalinga.

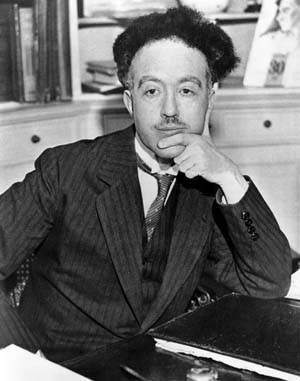
Louis de Broglie, premier lauréat du prix Kalinga.

Le prix Kalinga de vulgarisation scientifique a été créé en 1952 par l'Organisation des Nations unies pour l'éducation, la science et la culture. M. Bijoyanand Patnaik, de l'État d'Orissa (Inde, correspondant à l'ancien royaume de Kalinga), président-fondateur de la Kalinga Foundation Trust, a fait à l'UNESCO un don de deux mille livres sterling en vue de l'attribution annuelle de cette récompense internationale, sur une idée de François Le Lionnais alors membre de l'UNESCO, et avec l'assistance de Louis de Broglie et de Jacques Bergier.

## Liste des lauréats
- 1952 : Louis de Broglie
- 1953 : Julian Huxley
- 1954 : Waldemar Kaempffert
- 1955 : Augusto Pi Suner (es)
- 1956 : George Gamow
- 1957 : Bertrand Russell
- 1958 : Karl von Frisch
- 1959 : Jean Rostand
- 1960 : Ritchie Calder
- 1961 : Arthur C. Clarke
- 1962 : Gerard Piel (en)
- 1963 : Jagjit Singh
- 1964 : Warren Weaver
- 1965 : Eugene Rabinowitch (en)
- 1966 : Paul Couderc
- 1967 : Fred Hoyle
- 1968 : Gavin de Beer
- 1969 : Konrad Lorenz
- 1970 : Margaret Mead
- 1971 : Pierre Auger
- 1972
  - Philip Abelson
  - Nigel Calder
- 1973 : non remis
- 1974
  - José Reis
  - Luis Estrada Martínez (es)
- 1975 : non remis
- 1976
  - George Porter
  - Alexander Oparin
- 1977 : Fernand Seguin
- 1978 : Hoimar von Ditfurth
- 1979 : Sergueï Kapitsa
- 1980 : Aristide Bastidas
- 1981
  - David F. Attenborough
  - Dennis Flanagan
- 1982 : Oswaldo Frota-Pessoa (en)
- 1983 : Abdullah Al Muti Sharafuddin
- 1984
  - Yves Coppens
  - Igor Petryanov
- 1985 : Sir Peter Medawar
- 1986
  - Nicolai G. Basov
  - David Suzuki
- 1987 : Marcel Roche
- 1988 : Björn Kurtén
- 1989 : Saad Ahmed Shabaan
- 1990 : Misbah-Ud-Din Shami
- 1991
  - Radu Iftimovici
  - Narender K. Sehgal (en)
- 1992
  - Jorge Flores Valdés (es)
  - Peter Okebukola
- 1993 : Piero Angela
- 1994 : Nikolaï Drozdov[1]
- 1995 : Julieta Fierro Gossman
- 1996
  - Jirí Grygar
  - Jirí Grygar
- 1997 : Dorairajan Balasubramanian (en)
- 1998
  - Gina Lopez
  - Ennio Candotti (en)
- 1999
  - Marian Addy
  - Emil Gabrielian (en)
- 2000 : Ernst W. Hamburger
- 2001 : Stefano Fantoni
- 2002 : Marisela Salvatierra
- 2003 : Pervez Amirali Hoodbhoy
- 2004 : Jean Audouze
- 2005 : Jeter Bertoletti (pt)
- 2009
  - Trinh Xuan Thuan
  - Yash Pal (en)
- 2011 : Réne Raúl Drucker Colín (es)
- 2013 : Xiangyi Li (en)
- 2014 : Trilochan Pradhan
- 2015 : Diego Golombek (en)
- 2017 : Erik Jacquemyn
- 2019 : Karl Kruszelnicki[2]
- 2021 : Jean-Pierre Luminet[3]

## Prix Kalinga Samman
En 2010, la Kalinga Foundation Trust a institué un prix régional appelé « Prix Kalinga Samman pour la vulgarisation scientifique » (KALINGA SAMMAN for Popularization of Science) à être décerné à partir de 2011,. Ce prix est présenté annuellement à un scientifique ou vulgarisateur scientifique de l'état d'Odisha pour sa contribution exceptionnelle à la vulgarisation scientifique pour la population. Le prix est accompagné d'une bourse de 100 000 roupies.
- 2011 : Gokulananda Mahapatra
- 2012 : Basanta Kumar Behura
- 2013 : Hara Prasanna Mishra